# Ефект Стрейзанд

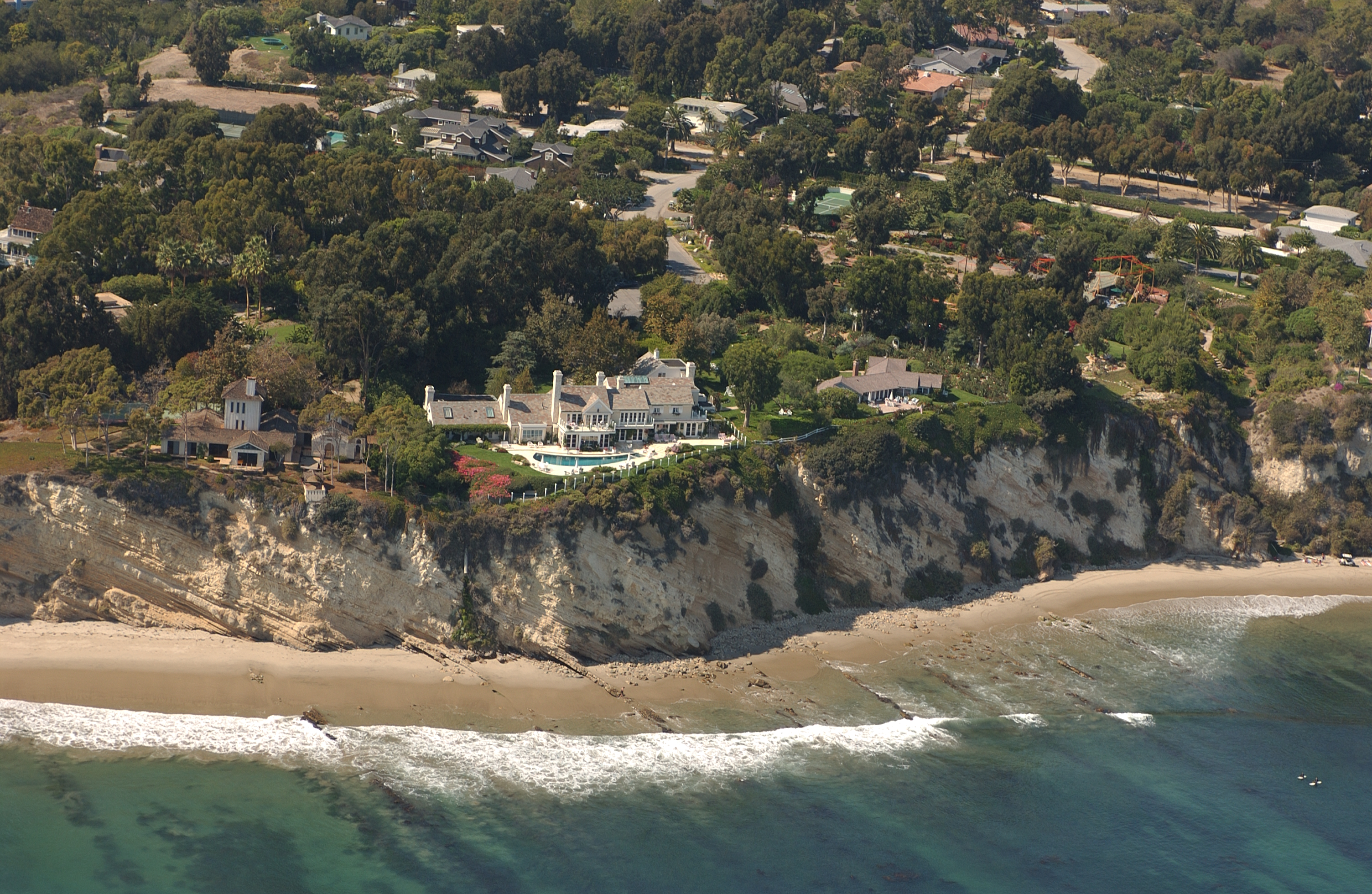
Фото узбережжя, зроблене в рамках «California Coastal Records Project» (зображення №3850).
У центрі фото видно маєток Стрейзанд.

Ефе́кт Стре́йзанд (англ. Streisand effect) — феномен, який полягає в тому, що спроба видалити певну інформацію або обмежити доступ до неї призводить лише до її розповсюдження. Наприклад, спроба обмежити доступ до фотографії, файлу або тексту призводить до дублювання цієї інформації на інших серверах або появи її в файлообмінних мережах.

## Походження
Термін «ефект Стрейзанд» походить від інциденту 2003 року, коли Барбра Стрейзанд звернулася до суду з вимогою стягнути з фотографа Кеннета Аделмана і сайту «Pictopia.com» 50 млн доларів за порушення приватності. Фото її маєтку в Малібу було доступне серед 12 000 інших фотографій узбережжя Каліфорнії. Аделман стверджував, що він фотографував узбережжя в межах проєкту «California Coastal Records Project», який вивчає ерозію узбережжя. Сайт із фотографіями та науковими матеріалами був загальнодоступним, однак цікавилися ним лише фахівці.
До того, як Стрейзанд подала позов, фотографію під номером 3850 завантажували із сайту всього 6 разів, з яких двічі це робили адвокати Стрейзанд.
Після того, як поширилася інформація, що голлівудська зірка подала позов за фотографію, сайт став надзвичайно популярним. Через місяць після подачі позову зображення № 3850 переглянуло понад 420 тисяч відвідувачів.
Суд розглядав справу кілька місяців, і в підсумку відмовив у задоволенні позову.
Пізніше Аделман казав, що інформація про позов привернула до його вебсайту увагу більше мільйона відвідувачів, а фотографію використала в своєму повідомленні організація «Associated Press» і це, своєю чергою, призвело до її розповсюдження багатьма газетами в усьому світі.
2005 року Майк Масник (англ. Mike Masnick), блогер «Techdirt», назвав це явище «ефектом Стрейзанд» (англ. Streisand Effect).

## Приклади
356 року до н. е. Герострат спалив храм Артеміди у своєму рідному місті Ефесі. Міські збори постановили не лише стратити палія, а й заборонили згадувати його ім'я під страхом смертної кари. Однак, через саму заборону, яка була записана грецьким істориком, ім'я Герострата збереглося навіки та стало загальновідомим.
В Україні «Ефект Стрейзанд» можна було спостерігати, зокрема, із ситуацією довкола позову проросійського олігарха Віктора Медведчука до автора книги «Справа Василя Стуса», українського журналіста Вахтанга Кіпіані. 19 жовтня 2020 року Дарницький суд Києва зобов'язав Кіпіані та видавництво «Vivat» видалити з книги згадки про Медведчука, що був адвокатом Стуса та сприяв його засудженню, та заборонити розповсюдження надрукованого тиражу книги. Після оприлюднення рішення суду, наклад книги було розкуплено впродовж години. Українські видання поширювали заборонені уривки твору до набрання рішенням суду законної сили.
Окрім того, після ситуації зі спробою заборонити книгу, ефект отримав додаткову назву на честь ініціатора позову — його стали називати «Ефектом Медведчука».
21 січня 2021 року 1+1 медіа, пов'язане з олігархами Ігорем Коломойським та Віктором Медведчуком, подало скаргу на YouTube канал GeekJournal за використання кадрів з телепередач каналу 1+1, співвласником якого є вже згаданий Медведчук, у критичному ролику «Історія падіння 1+1». Ситуація обурила українських користувачів мережі. З'явився хештег #saveGeekJournal, який став вірусним і потрапив у локальні тренди Twitter. Користувачі критикують дії «1+1», співвласником якого все ще залишається Медведчук, висловлюють підтримку Тайлеру Андерсону, а також створили петицію в якій закликають адміністрацію YouTube не видаляти канал GeekJournal.